# Elvis Perkins
Elvis Perkins est un auteur, compositeur et interprète folk rock américain né le 9 février 1976. Il est le fils de l'acteur Anthony Perkins et de la photographe et actrice Berry Berenson et le frère de l'acteur Oz Perkins.
Il s'est surtout fait connaitre grâce à l'album Ash Wednesday, sorti en 2007.

## Biographie

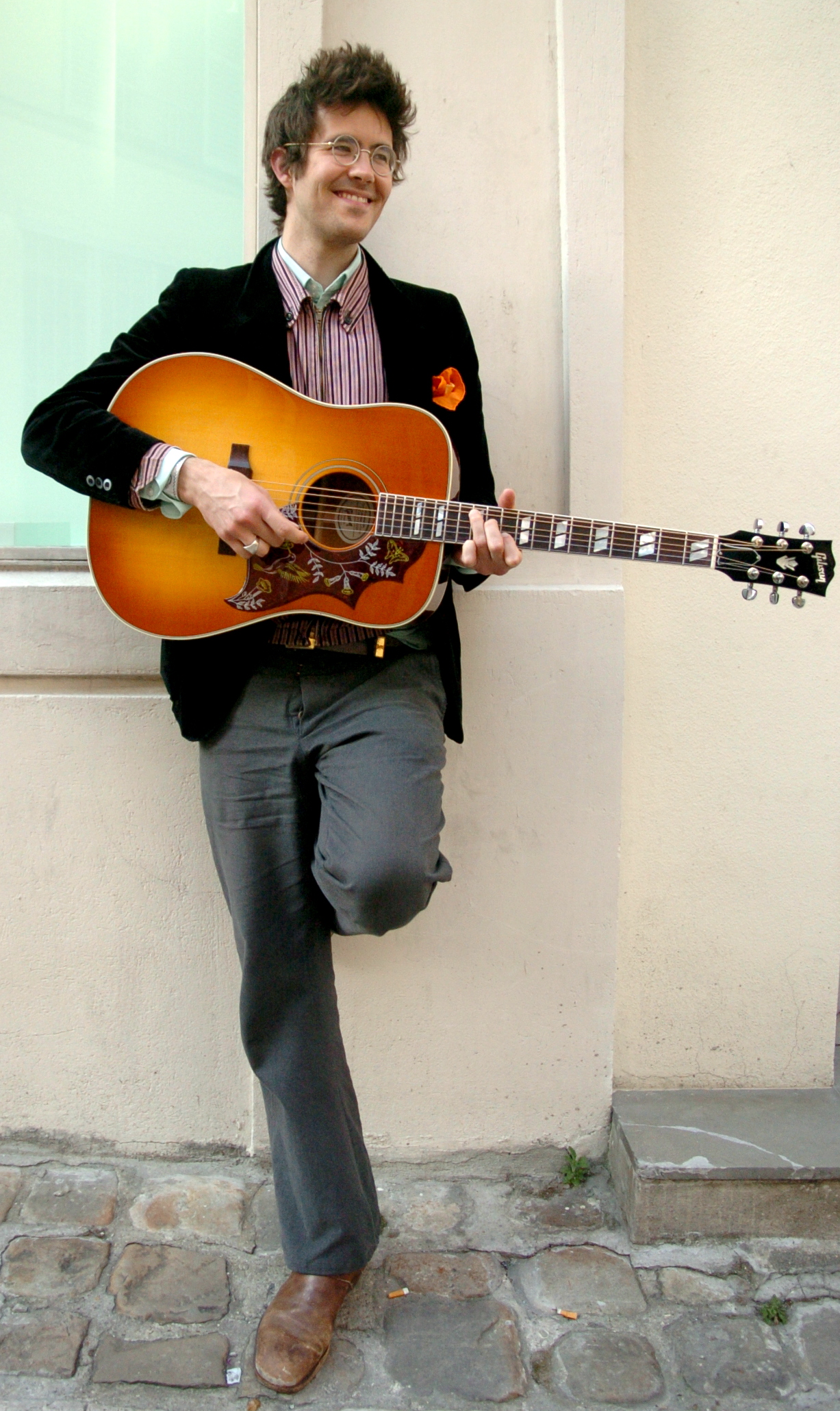
Elvis Perkins, le 03 mai 2007 à Paris.

Elvis Perkins est né le 9 février 1976. Il doit son prénom à la passion de son père pour Elvis Presley. Il a été élevé avec son frère Oz Perkins à Los Angeles puis à New York. Il a fréquenté l'Université Brown à Providence.
Il commence tout d'abord par étudier le saxophone avant de se tourner vers la guitare durant ses années de lycée. Il prend à cette occasion des cours avec le bassiste du groupe de rock The Knack, Prescott Niles. Il commence alors à composer des morceaux. Fan de Leonard Cohen, il se met également à écrire des poèmes puis des chansons.
Son parcours est marqué par le décès de ses parents : son père tout d'abord en 1992 des suites du SIDA puis sa mère lors des attentats du 11 septembre 2001 à New-York. C'est ce dernier évènement tragique qui va déboucher sur l'album folk rock Ash Wednesday, sorti en 2007 et très bien reçu par la critique.
Son groupe, Elvis Perkins in Dearland, est composé de Brigham Brough à la basse, de Wyndham Boylan-Garnett à la guitare et aux claviers et de Nicholas Kinsey à la batterie. Ensemble, ils ont fait les premières parties de Cold War Kids et de The Pernice Brothers.